# Історія освоєння мінеральних ресурсів Ямайки
Історія освоєння мінеральних ресурсів Ямайки
До відкриття іспанцями Ямайки (кінець XV ст.) місцеве населення (араваки) вело епізодичний кустарний видобуток розсипного золота шляхом промивки. Пізніше розроблялися вапняки для отримання вапно. Перша згадка про наявність бокситів датується 1869 р., їх кустарний видобуток розпочато в 1880 р.
Промислова експлуатація мінеральних ресурсів ведеться з кінця 40-х років XX ст. У 1949 р. американська компанія «United States Gypsum Со. Ltd.» почала виробництво гіпсу, який повністю експортувався в США. На початку 1950-х років канадська компанія «Alcan» завершила геолого-розвідувальні роботи і облаштування родовища бокситів Сент-Анн і Манчестер та побудувала перший в країні глиноземний завод в м. Керквайн. З 1952 р. компанією «Reynolds» експлуатуються родовища бокситів на північному узбережжі острова (експорт у США), але справжній розвиток галузі пов’язаний з розробкою бокситів компанією «Кайзер Алюмініум енд Кемікал» («Kaiser») на півдні країни (1953 р.).
У 1970-х роках понад 50% прибутків від експорту країні давали боксити і алюміній, що вироблялися з них. Ямайка займала 2-е місце в Латинській Америці з видобутку бокситів. З 1974 по 1977 роки уряд викупив 51% акцій філій бокситодобувних компаній «Reynolds», «Kaiser», а в 1978 р. підписав угоду про викуп 51 % акцій філії компанії «Alcoa». З середини 1970-х років галузь знаходилася в стані кризи. Якщо у 1975 р. Ямайка постачала на світовий ринок 14% бокситів, то з 1985 р. їх частка впала до 7,5%. Ця тенденція зберігалася б і далі, якби США не закуповували у великих кількостях ямайський алюміній для поповнення своїх стратегічних запасів.
Станом на 1998 р запаси у країні бокситів складають (млн т): загальні — 2016, підтверджені — 2000. Вміст Al2O3 — 50%. Частка у світі — 7,4%. У структурі продукції гірничодобувної промисловості (за вартістю) 96% припадає на гірничорудну сировину, 4% — на будівельні матеріали. Головна стаття імпорту мінеральної сировини — нафта і нафтопродукти. В кінці XX ст. з видобутку бокситів Ямайка займала 3-є місце серед промислово розвинених країн Заходу. У 2002 р. Ямайка досягла рекордного випуску глинозему — 3.63 млн т. Галузь має позитивну динаміку.
Гірничо-геологічні кадри готують в Коледжі мистецтв, природничих наук і технологій в Кінгстоні (1958 р.).